# Kanton Saint-Firmin
Kanton Saint-Firmin (fr. Canton de Saint-Firmin) je francouzský kanton v departementu Hautes-Alpes v regionu Provence-Alpes-Côte d'Azur. Tvoří ho osm obcí.

## Obce kantonu
- Aspres-lès-Corps
- La Chapelle-en-Valgaudémar
- Chauffayer
- Le Glaizil
- Saint-Firmin
- Saint-Jacques-en-Valgodemard
- Saint-Maurice-en-Valgodemard
- Villar-Loubière